# M'Bour

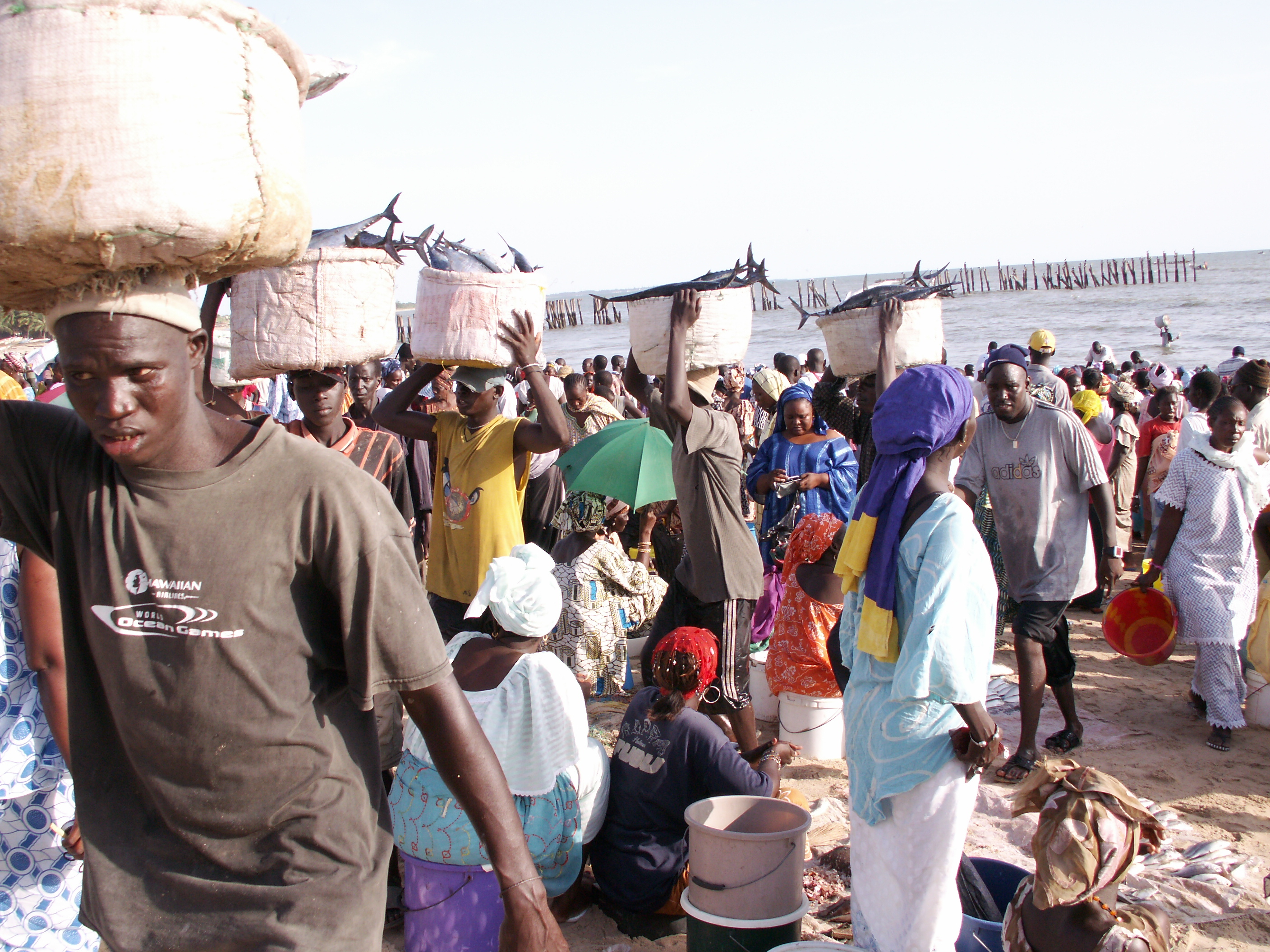
Puerto de M'Bour.

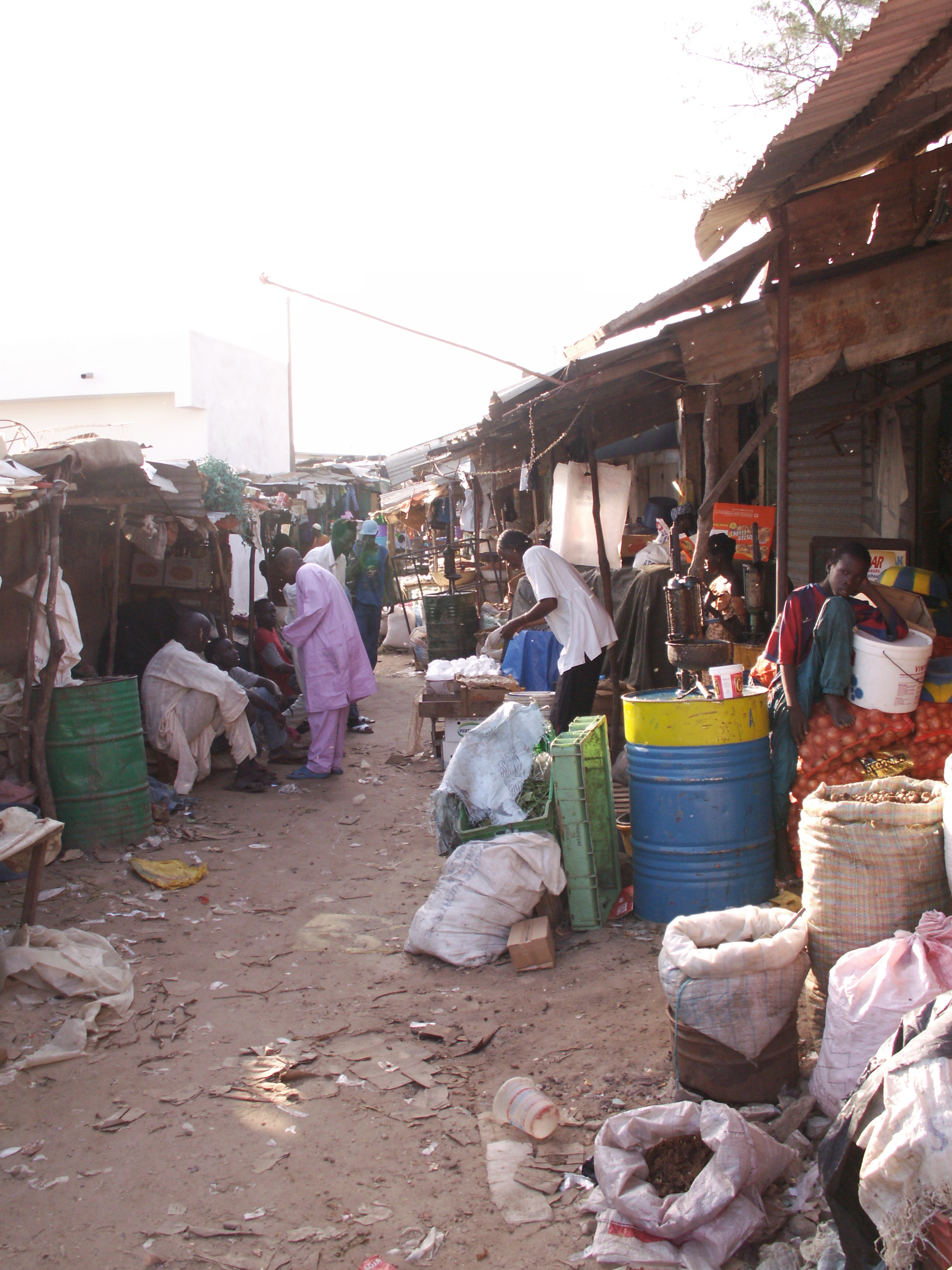
Calles cerca del puerto.

M'Bour o Mbour es una ciudad en la Región de Thiès de Senegal.

## Contexto geográfico
Descansa en la Petite Côte, a unos 80 kilómetros de Dakar.

## Población
Tiene una población de 170.699 habitantes (censo 2005).

## Economía local
Los motores económicos de la localidad son el turismo, la pesca y el procesado de cacahuete.